# ロス・アントニー
ロス・アントニー（英語: Ross Antony、1974年7月9日 - ）は、ドイツの歌手、俳優、エンターテイナー、司会者。イギリス出身。出生名はロス・アントニー・カテラル（Ross Anthony Catteralll）。『ブロ・シス』のメンバーとして有名になり、2006年に解散後ドイツでタレントとして活動した。2008年にはドイツ版「『アイム・ア・セレブリティ...ゲット・ミー・アウト・オブ・ヒア！』で優勝した。 